# Lac Kamictasiniwakamacik
Lac Kamictasiniwakamacik är en sjö i Kanada.   Den ligger i regionen Laurentides och provinsen Québec, i den sydöstra delen av landet, 240 km norr om huvudstaden Ottawa. Lac Kamictasiniwakamacik ligger 510 meter över havet. Den ligger vid sjön Lac à la Culotte.
I omgivningarna runt Lac Kamictasiniwakamacik växer i huvudsak blandskog. Trakten runt Lac Kamictasiniwakamacik är nära nog obefolkad, med mindre än två invånare per kvadratkilometer.